# Giuseppe Saragat
Giuseppe Saragat (Torí, 19 de setembre de 1898 - Roma, 11 de juny de 1988) fou un polític italià. Va ser ministre d'afers exteriors d'Itàlia (de 1963 a 1964) i cinquè president de la República italiana, des de 1964 fins a 1971.
Giuseppe Saragat va ser un polític socialista moderat. Va abandonar el Partit Socialista Italià el 1947 en no estar conforme amb l'estreta aliança que mantenia en aquell moment el seu partit amb el Partit Comunista Italià i va fundar un nou partit polític que aviat es va convertir en Partit Socialista Democràtic Italià, del que va ser capdavanter la resta de la seva vida.